# Frontera entre la Xina i el Kirguizstan
La frontera entre la República Popular de la Xina i el Kirguizstan és la frontera de 1.063 kilòmetres en sentit sud-oest a nord-est que separa sud-oest de la República Popular de la Xina (prefectura autònoma kirguís de Kizilsu a la regió autònoma de Xinjiang) de l'est del Kirguizstan (províncies d'Issik Kul, Narín i Oix). Fou establerta com a frontera internacional amb la dissolució de la Unió Soviètica en 1991.
El traçat comença al trifini d'ambdós països amb Tadjikistan i acaba en el mateix punt amb Kazakhstan. La frontera és una serralada anomenada Tian Shan. Xina i el Kirguizstan demarcaren llurs fronteres en 1996.

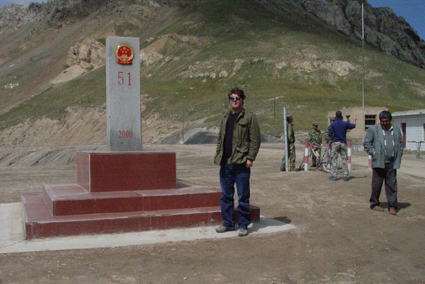
Pas de Torugart

## Passos fronterers
Actualment hi ha dos punts de pas: el pas de Torugart (3.752 metres) i Erketx-Tam. Tots dos són accessibles per a vehicles i s'han utilitzat durant l'antiguitat. Històricament, també s'ha utilitzat el pas de Bedel, més a l'est de les muntanyes de Tian Shan.